# Redlichiida
Ordre
L'ordre fossile des redlichides (ou Redlichiida) appartient à la classe fossile des trilobites, arthropodes marins du Paléozoïque.

## Classification
L'ordre des Redlichiida est décrit en 1932 par les paléontologues Rudolf & Emma Richter.

Il constitue le plus ancien ordre de trilobites, apparu au Cambrien inférieur et en partie à l'origine des autres ordres de trilobites. Il s'éteint à la fin du Cambrien moyen.

## Principales caractéristiques
Les Redlichides font partie des premiers arthropodes à apparaître dans les annales fossiles. Les plus anciens trilobites semblent appartenir au genre Fallotaspis, un Redlichiide. Ils sont communs à travers le monde dans les milieux marins du Cambrien inférieur ; ils disparaissent cependant tous avant la fin du Cambrien moyen. Les deux gisements fossilifères majeurs (Lagerstätten) dans lesquels on les retrouve, sont les schistes d'Emu Bay en Australie-Méridionale et les schistes de Maotianshan près de Chengjiang, en Chine.
Étant parmi les premiers trilobites à apparaître, ils possèdent une allure encore peu diversifiée, avec une tête semi-circulaire et un thorax hautement segmenté, qui se rétrécit pour former une petite queue. Contrairement à plusieurs ordres plus récents de trilobites, les Redlichiides ne pouvaient peut-être pas s'enrouler pour se protéger. Ils montrent généralement de longs yeux proéminents en forme de croissants et présentent souvent des épines. Les représentants d'une famille de Redlichiides, les Olenellidés, possèdent de longues épines typiques sur le troisième segment thoracique.
Les appendices ont été préservés sur plusieurs spécimens. Ils présentent les proportions typiques des trilobites en ce qui concerne le nombre, le positionnement et les types de pattes, antennes, branchies, etc.

## Liste alphabétique des familles et des genres
- Abadiellidae Hupé, 1953
  - Abadiella (= Parabadiella ; = Danagouia)
  - Guangyuanaspis
  - Guangyuania
  - Lunolenus
  - Malongocephalus
  - Shaanxia
  - Sibiriaspis
- Archaeaspididae Repina, 1979
  - Archaeaspis
  - Bradyfallotaspis
  - Fallotaspidella
  - Geraldinella
  - Selindella
- Centropleuridae Angelin, 1854
  - Anopolenus,
  - Beishanella
  - Centropleura
  - Clarella
  - Luhops
- Chengkouaspidae W. Zhang & Lin, 1980
  - Aragotus
  - Bathynotus (= Pagura),
  - Bathynotellus
  - Belliceps
  - Chengkouaspis
  - Elegestina
  - Inella
  - Pseudoresserops
  - Terechtaspis
- Dolerolenidae Kobayashi, 1951
  - Dolerolenus (/Olenopsis ; = Malungia)
  - Giordanella
  - Granolenus
  - Paramalungia
- Emuellidae Pocock, 1970
  - Balcoracania
  - Emuella
- Fallotaspididae Hupé, 1953
  - Choubertella
  - Daguinaspis (= Eodaguinaspis ; = Epidaguinaspis)
  - Eofallotaspis
  - Fallotaspis
  - Lenallina
  - Parafallotaspis
  - Pelmanaspis
  - Profallotaspis
  - Repinaella
  - Wolynaspis
- Gigantopygidae Harrington in Moore, 1959
  - Bornemannaspis
  - Gigantopygus
  - Parayiliangella
  - Pseudoyiliangella
  - Yilliangella (= Palaeoaspis)
  - Yilliangellina
- Holmiidae Hupé, 1953
  - Andalusiana
  - Baltobergstroemia
  - Callavia (= Cephalacanthus/Callavalonia ; = Cobboldus)
  - Cambropallas
  - Elliptocephala (/Georgiellus, /Ebenezeria)
  - Holmia (= Esmeraldina)
  - Holmiella
  - Iyouella
  - Kjerulfia
  - Palmettaspis
  - Postfallotaspis
  - Schmidtiellus (/Schmidtia)
- Judomiidae Repina, 1979
  - Judomia
  - Judomiella
  - Paranevadella
  - Sinskia
- Kueichowiidae Lu, 1965
  - Kueichowia
  - Shatania
- Mayiellidae W. Zhang, 1966
  - Mayiella
  - Qiaodiella
  - Qiaotingaspis
- Menneraspididae Pokrovskaya, 1959
  - Menneraspis
- Metadoxididae Whitehouse, 1939
  - Churkinia
  - Conomicmacca
  - Enantiaspis,
  - Fuminaspis
  - Hongshiyanaspis
  - Metadoxides (= Anadoxides)
  - Minusinella
  - Onaraspis
  - Pratungusella
- Neltneriidae Hupé, 1953
  - Bondonella
  - Neltneria
- Nevadiidae Hupé, 1953
  - Buenellus
  - Cambroinyoella
  - Cirquella
  - Limniphacos
  - Nevadella
  - Nevadia
  - Plesionevadia
  - Pseudojudomia
  - Sdzuyomia
- Olenellidae Walcott, 1890
  - Angustolenellus
  - Arcuolenellus
  - Biceratops
  - Bolbolenellus
  - Bristolia
  - Fremontella
  - Fritzolenellus
  - Gabriellus
  - Laudonia
  - Lochmanolenellus
  - Mesolenellus
  - Mesonacis (= Fremontia)
  - Mummaspis
  - Nephrolenellus
  - Olenelloides
  - Olenellus (/Barrandia)
  - Paedeumias
  - Peachella
  - Wanneria
- Paradoxididae Hawle & Corda, 1847
  - Acadoparadoxides (/Entomolithus/Entomostracites ; = Eoparadoxides)
  - Anabaraceps
  - Anabaraspis
  - Bajanaspis
  - Baltoparadoxides
  - Phanoptes (= Eccaparadoxides ; = Macrocerca)
  - Hydrocephalus (= Phlysacium ; = Rejkocephalus)
  - Paradoxides (= Vinicella)
  - Plutonides (/Plutonia)
  - Primoriella
  - Schagonaria
  - Schoriina
- Redlichiidae Poulsen, 1927
  - Breviredlichia
  - Chaoaspis
  - Chengjiangaspis
  - Conoredlichia
  - Elganellus
  - Eoredlichia (= Archaeops ; = Saukiandops ; = Galloredlichia ; = Pararedlichia)
  - Hesa
  - Iglesiella
  - Irgitkhemia
  - Jingyangia
  - Kepingaspis
  - Kuanyangia
  - Latiredlichia
  - Lemdadella
  - Leptoredlichia (= Paraleptoredlichia)
  - Maopingaspis
  - Metaredlichia
  - Mianxianella
  - Nebidella
  - Neoredlichia
  - Ningqiangaspis
  - Olgaspis
  - Pachyredlichia
  - Parawutingaspis
  - Parazhenbaspis
  - Pseudoredlichia
  - Pseudowutingaspis
  - Pteroredlichia (= Spinoredlichia)
  - Redlichia (/Hoeferia ; = Mesodema ; = Dongshania)
  - Redlichops
  - Sapushania
  - Sarassina
  - Sardaspis
  - Sardoredlichia
  - Syndianella
  - Tolbinella
  - Ushbaspis (= Metaredlichioides)
  - Wengangaspis
  - Wutingaspis
  - Xela
  - Xenoredlichia
  - Yorkella
  - Zhanglouia
- Redlichinidae W. Zhang & Lin, 1980
  - Asthenaspis
  - Kolbaspis
  - Parasajanaspis
  - Redlichiina
  - Sajanaspis
  - Sekwiaspis
  - Tungusella
- Saukiandidae Hupé, 1953
  - Australaspis
  - Clariondia
  - Despujolsia
  - Dolerolichia
  - Eops
  - Ezhimia
  - Longianda
  - Pareops
  - Perrector (= Rawops)
  - Planocephalus
  - Pseudosaukianda
  - Realaspis
  - Resserops
  - Richterops (= Marsaisia)
  - Saukianda
- Xystriduridae Whitehouse, 1939
  - Galahetes
  - Inosacotes
  - Polydinotes
  - Xystridura (/Milesia)
- Yinitidae Hupé, 1953
  - Drepanopyge
  - Drepanuroides (= Xishuiella)
  - Hongjunshaoia
  - Longduia
  - Meitanella
  - Paokannia
  - Parapaokannia
  - Parayinites
  - Pseudopaokannia
  - Qingkouia (= Paradrepanuroides)
  - Yinites
  - Yunnanaspidella
  - Yunnanaspis
- Genres appartenant à une famille indéterminée
  - Akbashichia
  - Fandianaspis
  - Iolgia
  - Micangshania
  - Poletaevella
  - Xingzishania

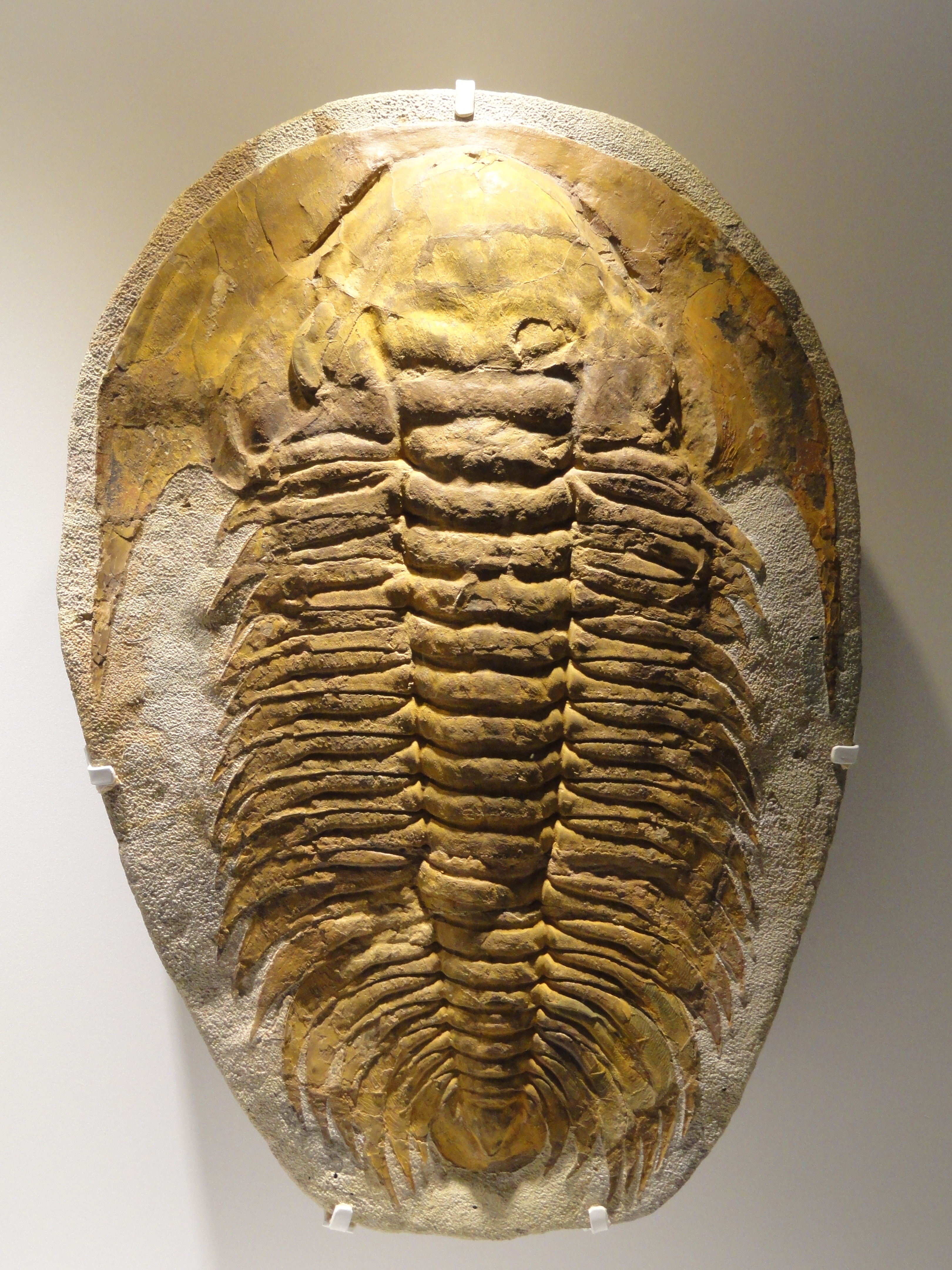
Acadoparadoxides briareus. Cambrien du Maroc. Houston Museum of Natural Science, États-unis.
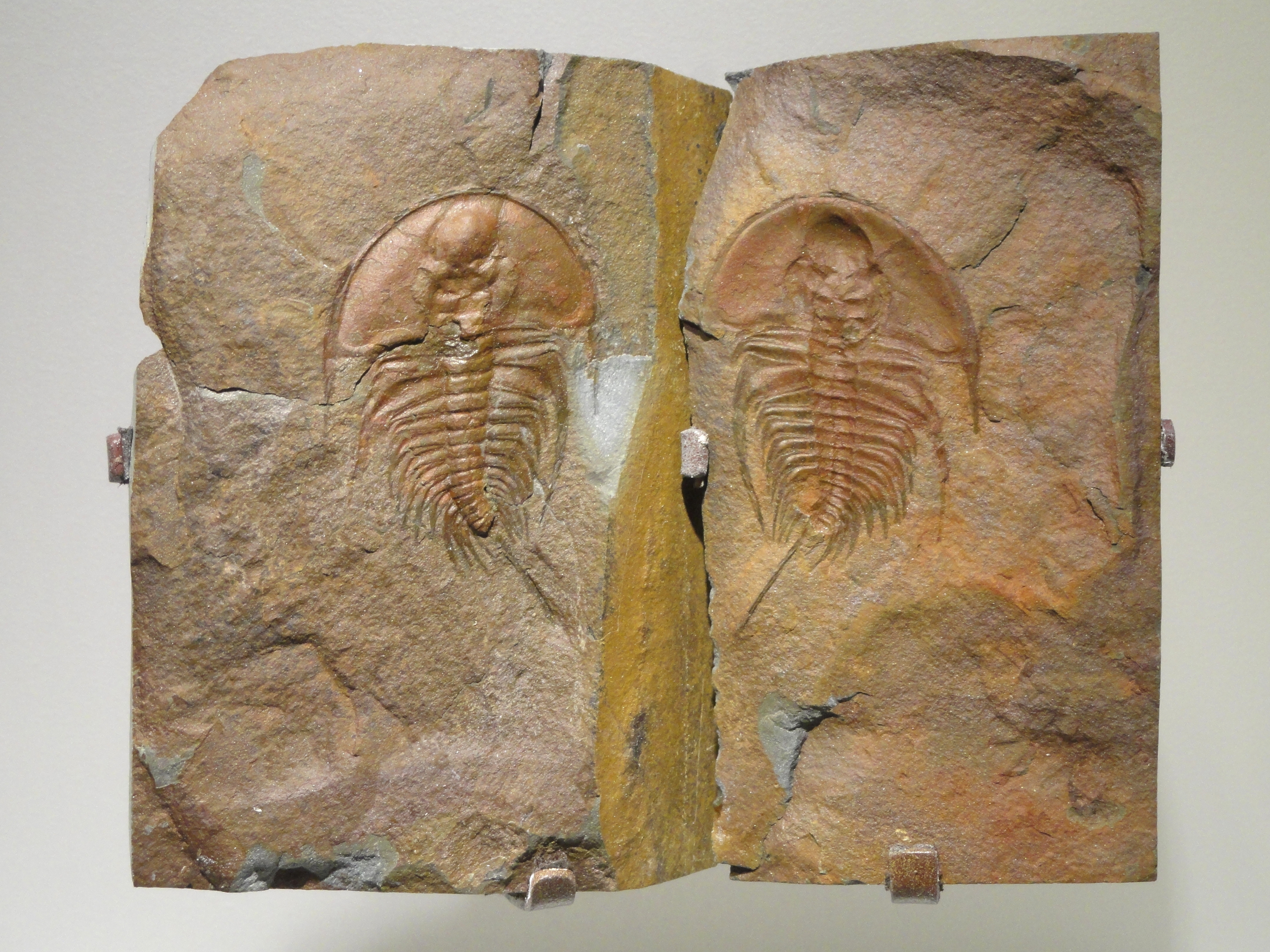
Olenellus sp., fossile et empreinte. Cambrien inférieur de Colombie britannique. Houston Museum of Natural Science, États-unis.